# Teplice nad Metují
Teplice nad Metují (Duits: Weckelsdorf) is een Tsjechische stad in de regio Hradec Králové, en maakt deel uit van het district Náchod. Het ligt tussen het Reuzengebergte en het Adelaarsgebergte in. Dichtstbijzijnde plaats is Náchod. Teplice nad Metují telt 1799 inwoners. Bereikbaar vanaf Hradec Králové over de E67 naar Náchod. Vanaf Trutnov bereikbaar over de R37 en R33 naar Náchod.

## Stadsdelen
- Bohdašín (Bodisch)
- Dědov (Niedermohren)
- Dolní Teplice (Unterweckelsdorf)
- Horní Teplice (Oberweckelsdorf)
- Javor (Obermohren)
- Lachov (Löchau)
- Skály (Bischofstein)
- Teplice nad Metují (Weckelsdorf)
- Zdoňov (Merkelsdorf)

## Bezienswaardigheden
- Ostaš
- Kasteel Skály
- Rotsen van Adršpach (Adršpašské skály)
- Teplicer rotsen (Teplické skály)

## Fotogalerij

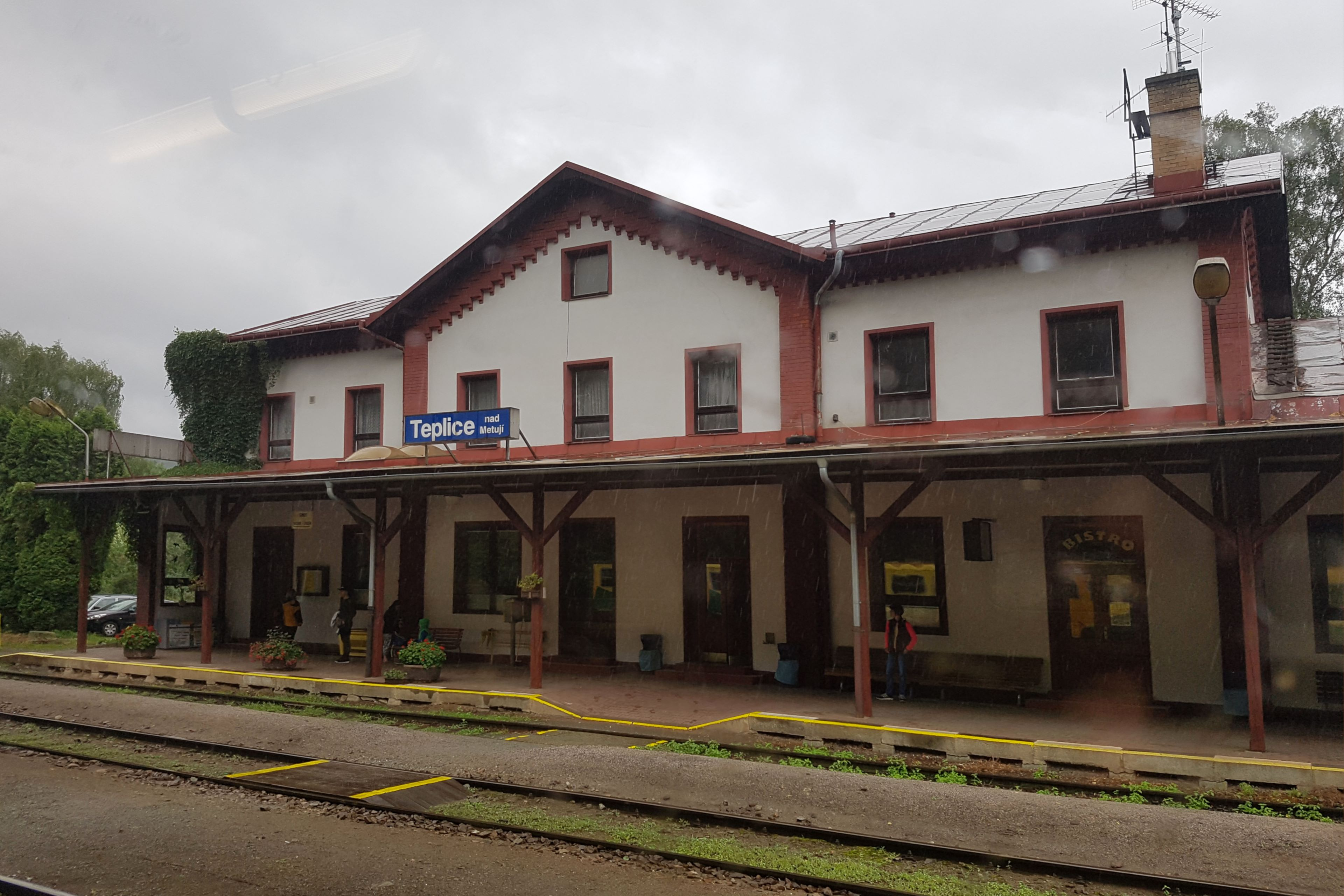
Treinstation van Teplice nad Metují
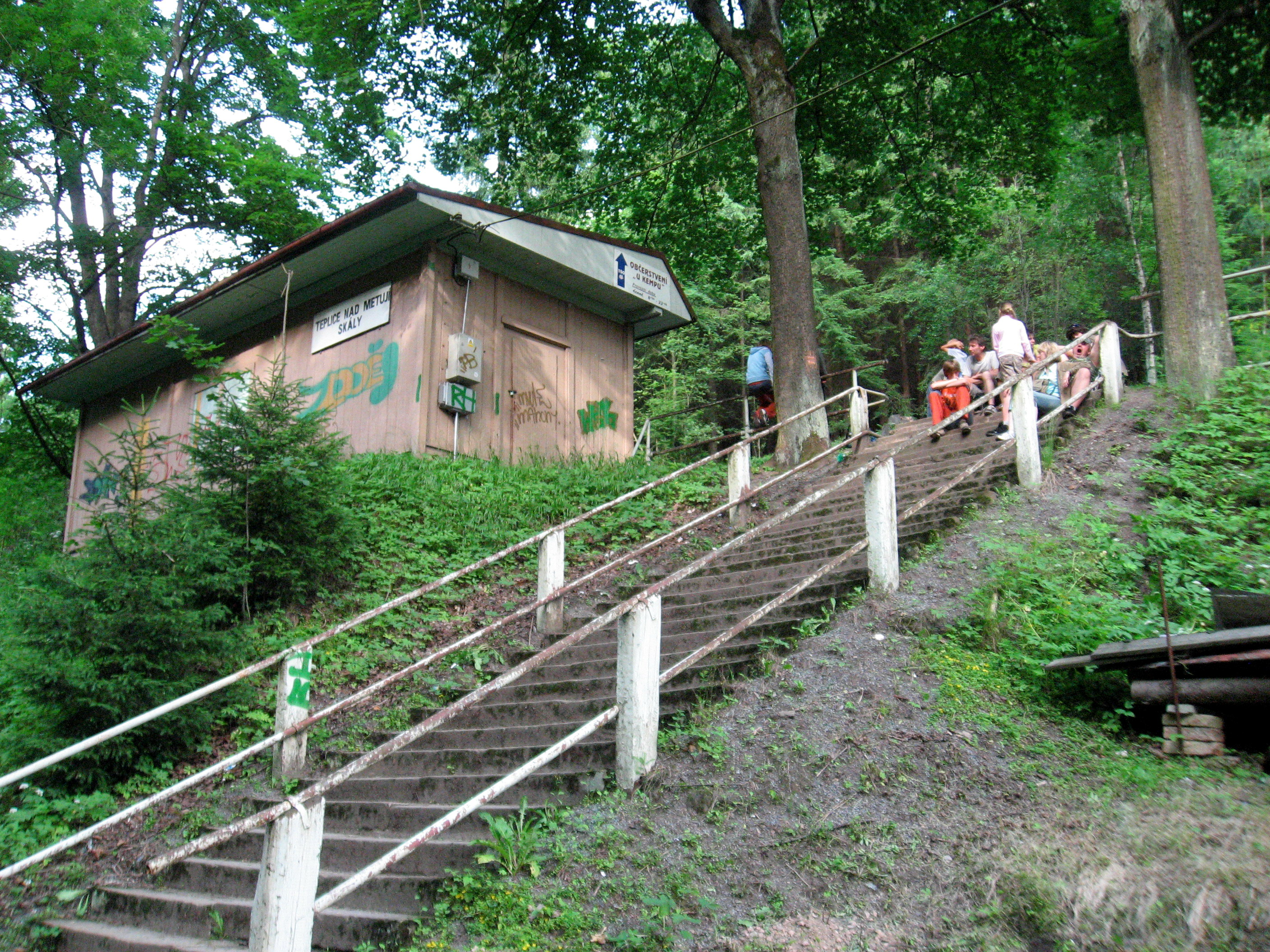
Herkenbare trap richting treinhalte
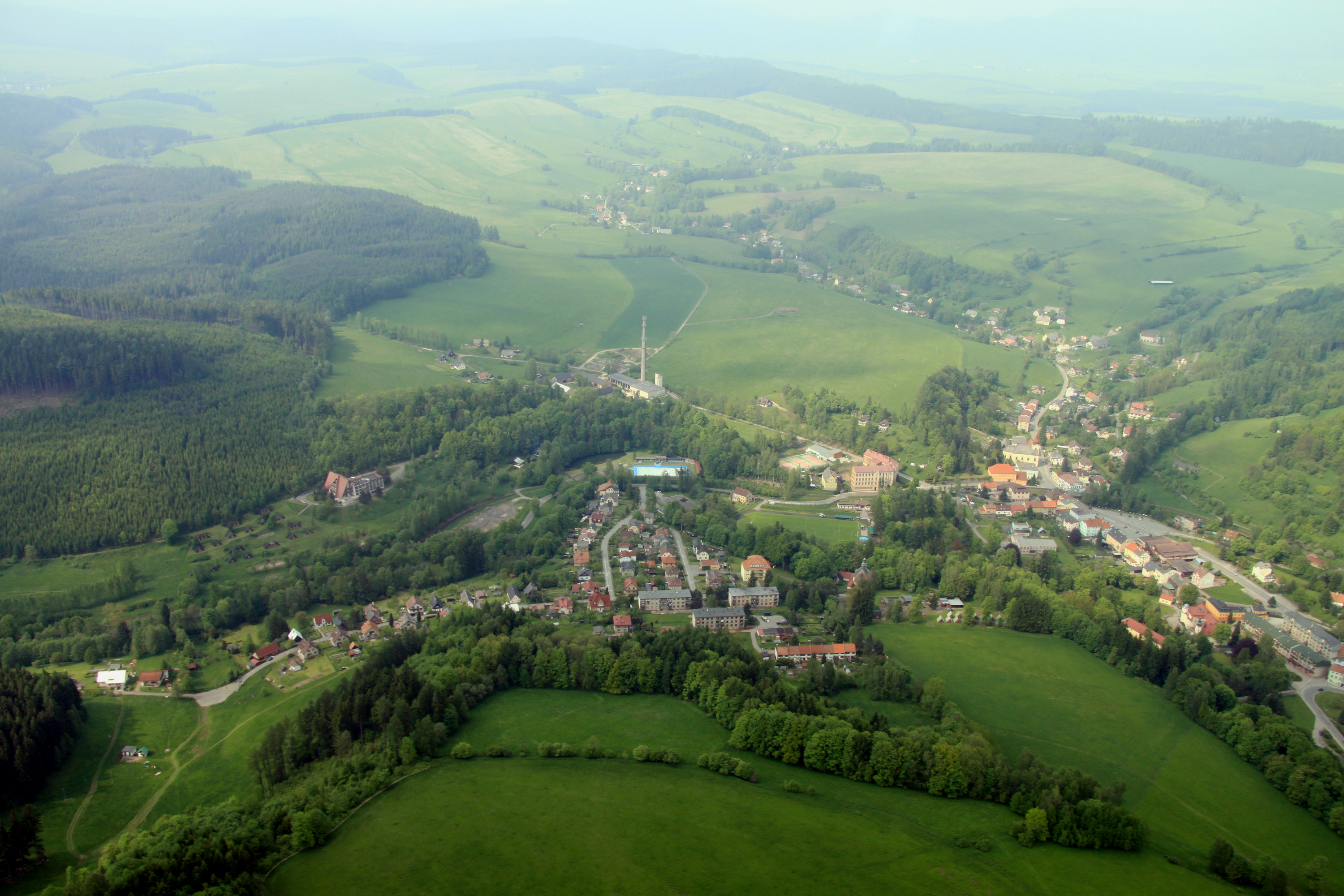
Luchtfoto van de stad
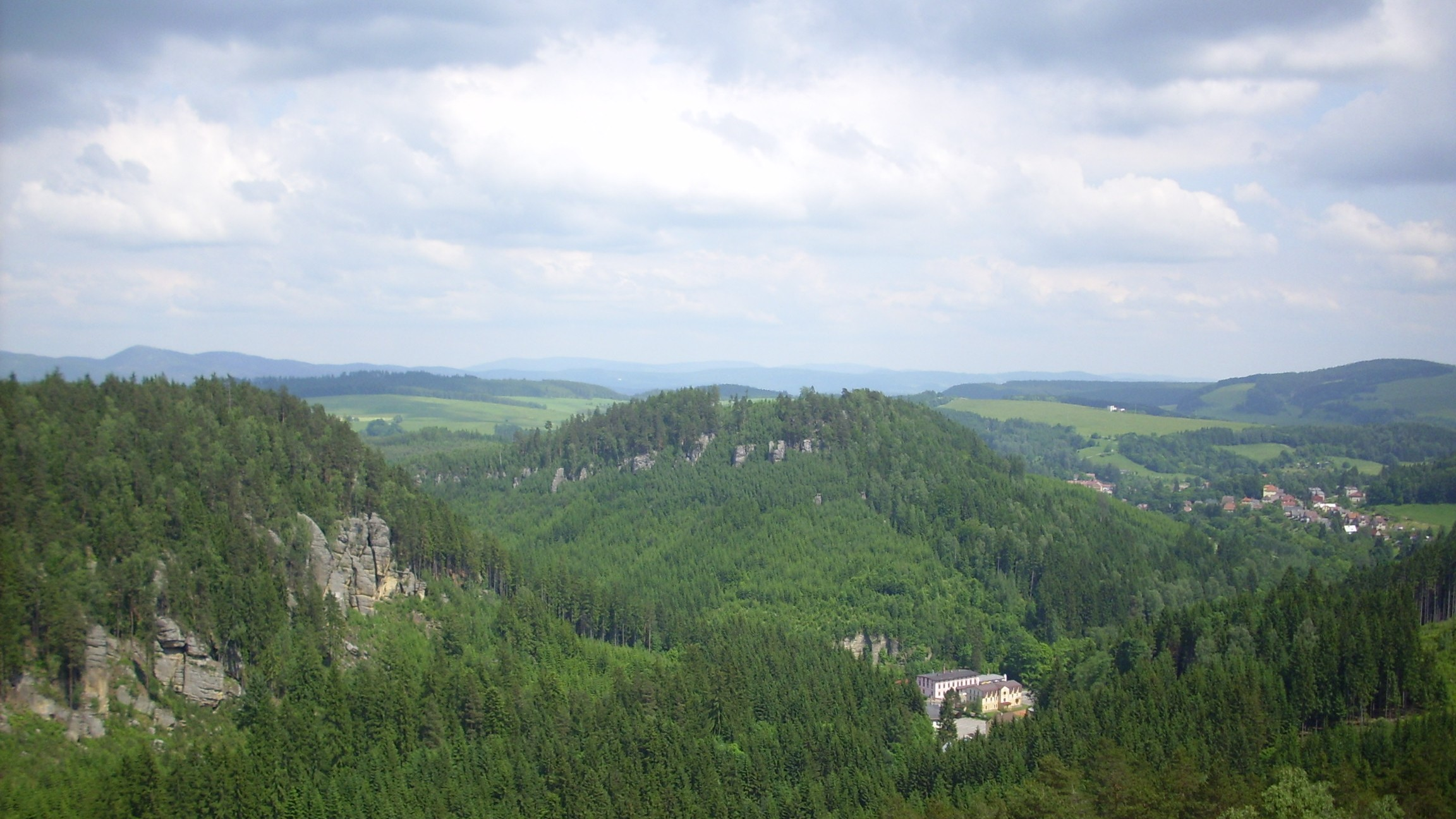
Overzichtsfoto van Teplické skály en Adršpašské skály
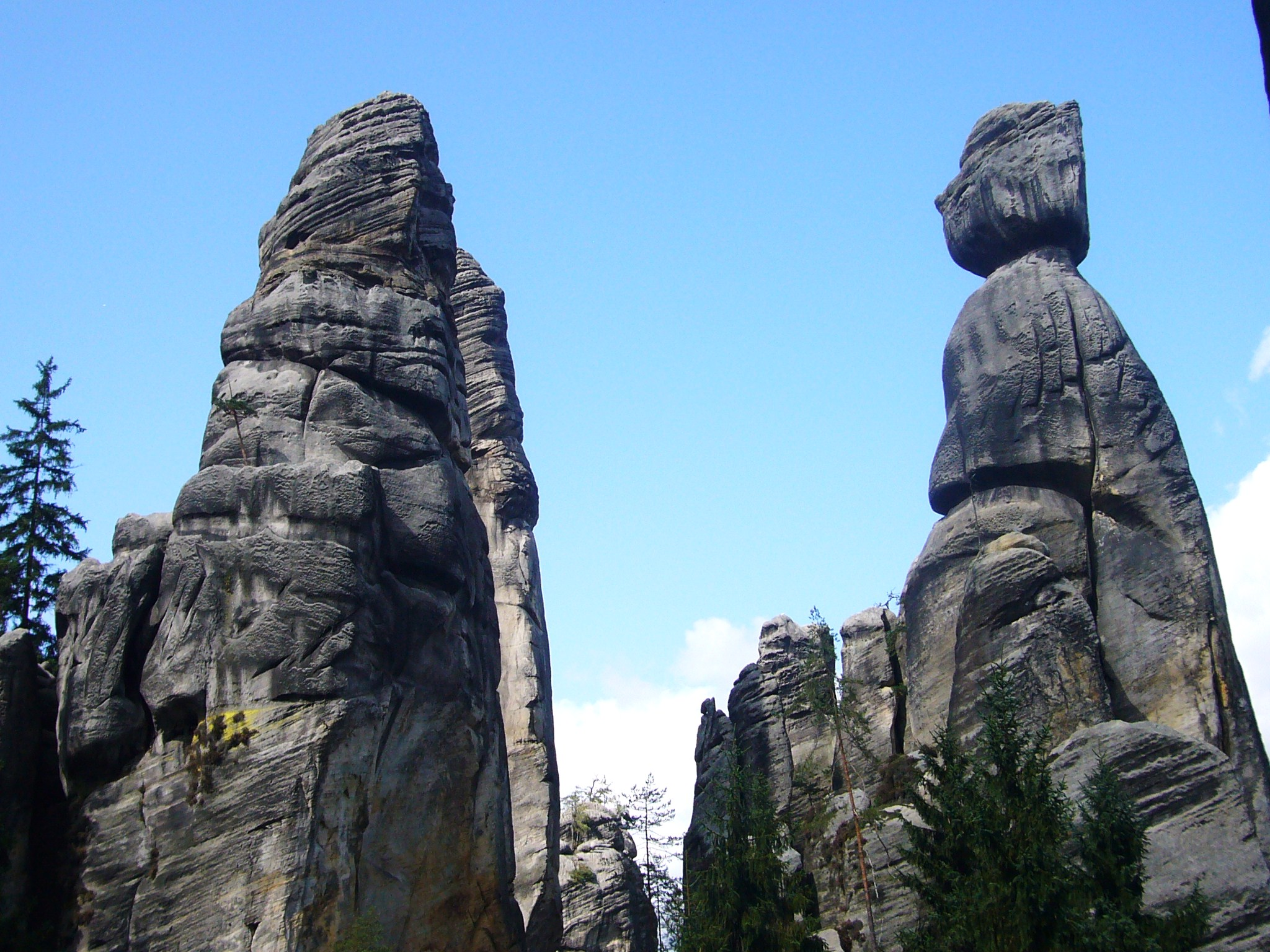
Teplické skály, beeld: De Burgemeester
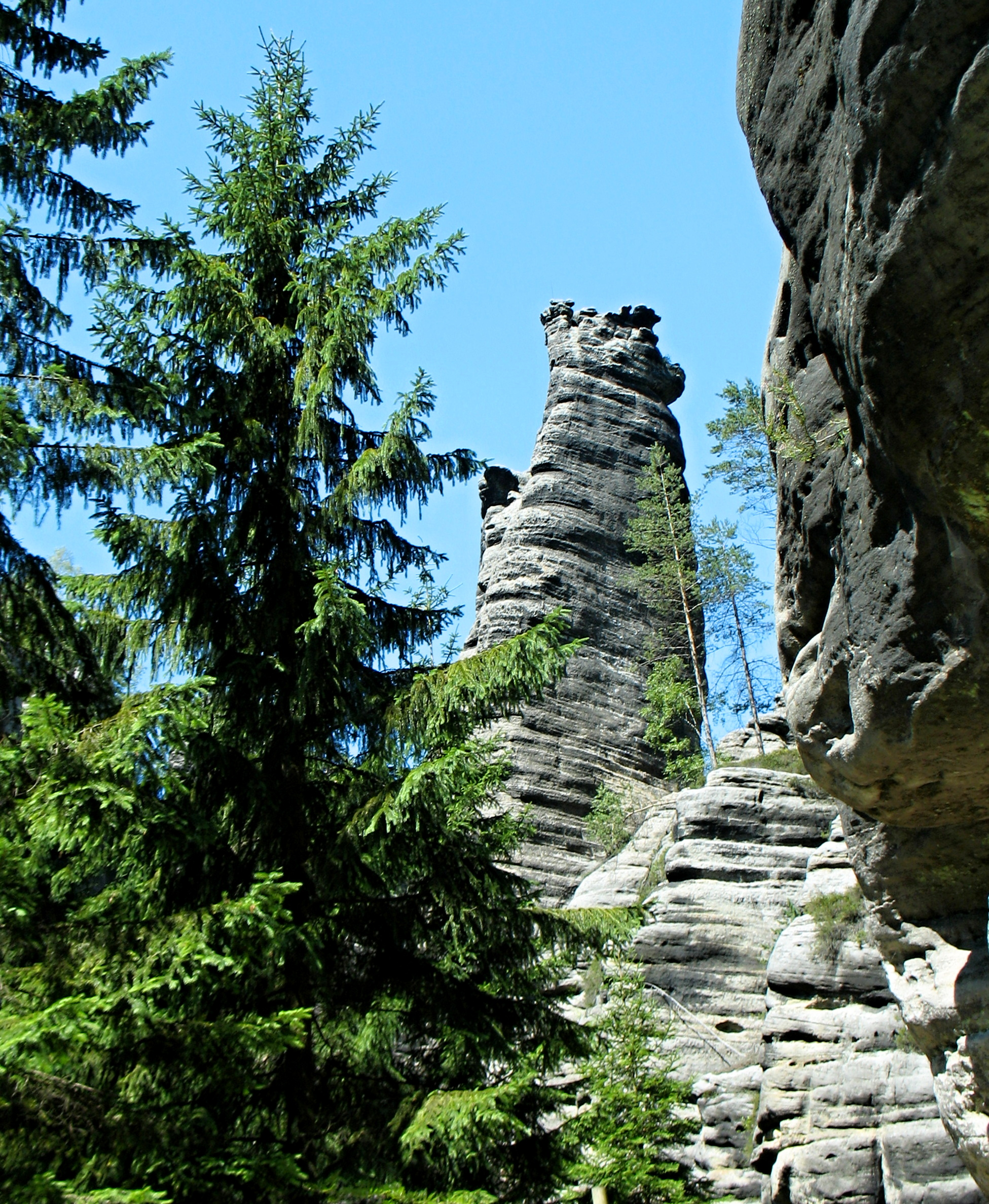
Teplické skály, beeld: Beer